# Palmiro Capón
Los bonitos recuerdos de Palmiro Capón, també coneguda simplement com a Palmiro Capón, va ser una sèrie de còmic protagonitzada pel personatge homònim, creada en 1994 i que es va publicar en "El Jueves", des de 2001 fins a 2011. Es tractava d'un exercici nostàlgic de l'autor, Lalo Kubala, en el qual retratava amb sorna i nul·la correcció política, a un home de mitjana edat, Palmiro Capón, que recordava la seua infantesa i adolescència durant els anys setanta i huitanta del segle passat: l'escola, les sèries de dibuixos animats, els primers amors, etc. tot això ambientat principalment a la ciutat de València, residència de la família Capón.

## Trajectòria editorial
En 1994, amb el títol de Palmiro Capón y amigos, es va publicar la primera monografia del personatge, com a núm. 1 de "Los 4 Fanáticos". A partir de 1998, es va publicar de forma serialitzada en el fanzine "Kovalski Fly".
Des d'octubre de 2001 a octubre de 2011 va aparèixer setmanalment, en blanc i negre i a una pàgina, en la revista El Jueves (números 1273 a 1795). A més, la sèrie va ser objecte de quatre recopilacions en àlbums monogràfics per part d'Edicions El Jueves: 
- 2003 El coleccionista de uñas a la col·lecció «Nuevos pendones del humor»;[2]
- El Jueves y los 70. Los mejores años de tu vida, continuació de l'anterior, publicat en format butxaca baix el segell RBA.
- 2009 Los bonitos recuerdos de Palmiro Capón (2009) en la col·lecció “Luxury Gold Collection”.[3]
- 06/2010 Un Capón nunca se rinde (06/2010) en format de tapa dura[4]

## Premis
En 2010, va obtenir el Premi del Diario de Avisos al millor guió d'historieta d'humor, reconeixent-se en ella "una gràcia subtil amanida amb refinats gags".